# 中国科学院金属研究所
中国科学院金属研究所是中华人民共和国于1953年建立的一所冶金工业研究机构，位于辽宁省沈阳市，是中国科学院直属研究单位。现任所长为刘岗。
现与中国科学技术大学共建中国科学技术大学材料科学与工程学院。

## 历任所长
| 姓名   | 任期        |
| ------ | ----------- |
| 李薰   | 1953-1980年 |
| 师昌绪 | 1980-1986年 |
| 徐曾基 | 1986-1990年 |
| 李依依 | 1990-1998年 |
| 叶恒强 | 1998-2001年 |
| 卢柯   | 2001-2012年 |
| 杨锐   | 2012-2018年 |
| 左良   | 2018-2023年 |
| 刘岗   | 在任        |